# Восьмое правительство Республики Словения

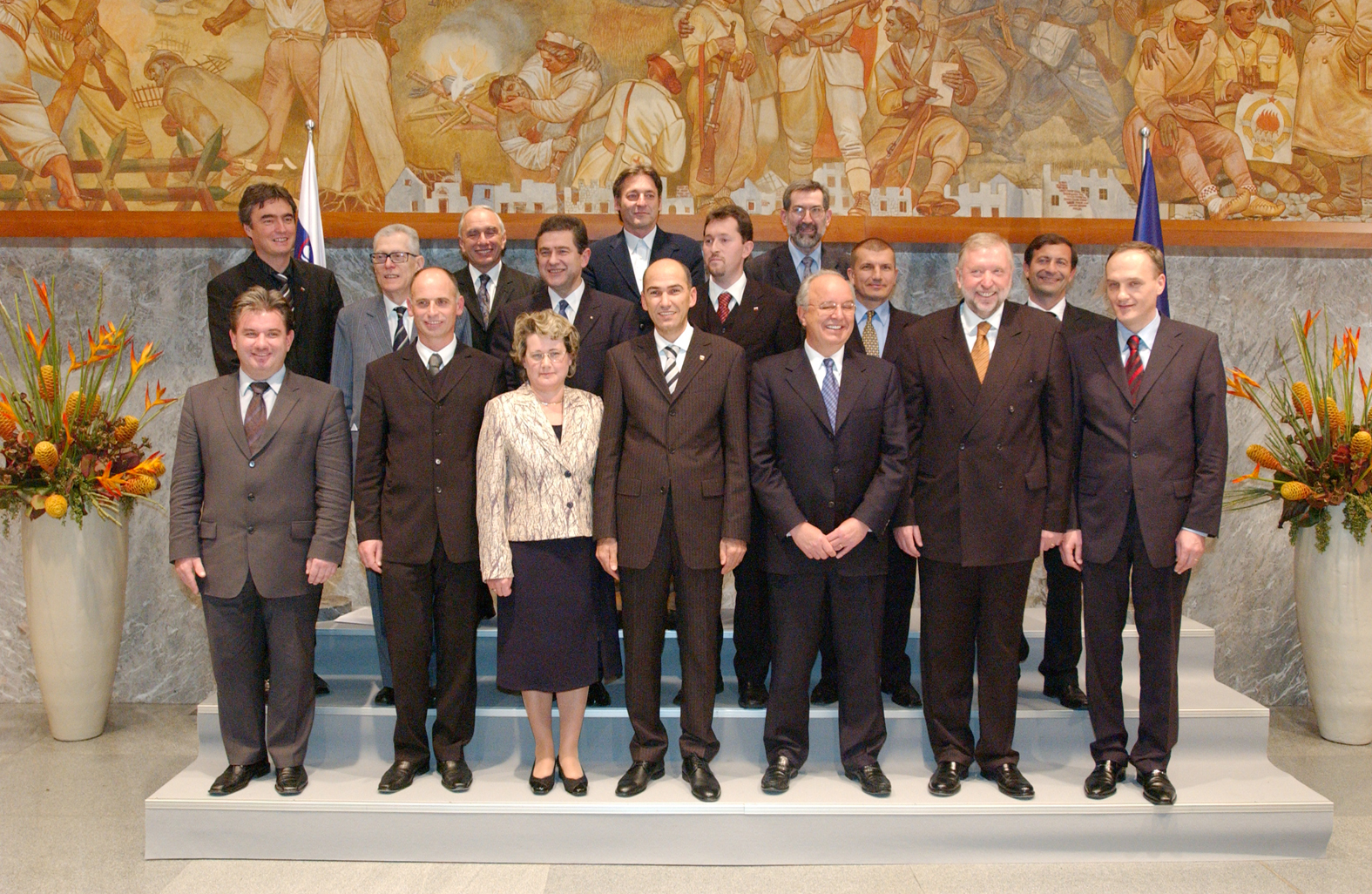
Восьмое правительство Республики Словении

Восьмым правительством Республики Словении является правительство Республики Словении, срок полномочий которого начался 3 декабря 2004 года и закончился 21 ноября 2008 года.

## История
На парламентских выборах 2004 года Словенская демократическая партия получила 29% голосов, что сделало её самой влиятельной парламентской партией. Она выдвинула кандидатуру председателя партии Янеза Яншу на пост председателя, которого также поддержал президент Янез Дрновшек.
Первая жалоба против правительства в октябре 2006 года была подана против министра культуры Васко Симонити, но отклонена Государственным собранием 30 ноября того же года.
1 декабря 2006 года было внесено первое изменение в кабинет министров, поскольку Государственное собрание по предложению Янеза Янши приняло отставку министра труда, семьи и социальных дел Янеза Дробнича.
12 декабря 2006 года Государственное собрание приступило к рассмотрению второго запроса, поданного Либеральной демократией Словении 11 октября против министра здравоохранения Андрея Бручана. Интерпелляция была отклонена на следующий день.
30 августа 2007 года министр здравоохранения Андрей Бручан, министр транспорта Янез Божич и министр высшего образования, науки и техники Юре Зупан подали заявление об отставке. Янша принял их отставку.

## Коалиция
- Словенская демократическая партия (SDS)
- Новая Словения - Христианская Народная Партия (NSi)
- Словенская народная партия (SLS)
- Демократическая партия пенсионеров Словении (DeSUS)

## Позиции

### Премьер-министр
- Янез Янша